# Nikita Dragun
Nikita Dragun, pseudonimo di Nikita Nguyen (Bruxelles, 31 gennaio 1996), è un'imprenditrice, youtuber, modella, truccatrice e influencer belga naturalizzata statunitense. Ha ottenuto popolarità su YouTube nel 2014 pubblicando video sul make-up e successivamente raccontando il suo percorso di transizione.

## Biografia
Nikita Dragun è nata in Belgio e ha svolto le scuole superiori in Virginia. È di origini vietnamite e messicane ed ha fatto coming out come donna transgender a 19 anni. Dragun, in molti dei suoi video pubblicati su YouTube, ha parlato apertamente della sua transizione.
Quando era al college, Dragun ha riferito di aver ricevuto un documento d'identità falso con il nome Nicole ed è stata riconosciuta come donna.
Successivamente, ha deciso di trasferirsi a Los Angeles ed è stata accettata al Fashion Institute of Design & Merchandising, dove ha conseguito la laurea quadriennale in Beauty Business and Marketing. Le è capitato più volte di essere stata menzionata come esempio di influencer dai suoi docenti durante le lezioni, Dragun ha poi spiegato in un video che nessuno immaginava fosse seduta tra gli studenti del corso e di essersi sentita come Hannah Montana per questo motivo.

## Carriera
Dragun ha aperto il proprio canale su YouTube nel febbraio 2013.
Nel 2015, quando viveva a Los Angeles, ha fatto coming out come donna transgender con un video intitolato I am transgender pubblicato su YouTube.
A settembre 2021, conta 3,65 milioni di iscritti su YouTube, 9,1 milioni di seguaci su Instagram e 14,2 milioni di seguaci su TikTok.
In risposta ai commenti di Ed Razek, direttore marketing di Bath & Body Works, Inc., secondo cui le donne transessuali non dovrebbero essere incluse nel Victoria's Secret Fashion Show perché "lo spettacolo è una fantasia", Dragun ha twittato un video di se stessa mentre indossava lingerie. Nel tweet, Dragun sostiene che le donne trans sono davvero in grado di trasmettere fantasia allo stesso modo delle donne cisgender.
Nel marzo 2019, ha annunciato l'uscita della propria linea di make-up, chiamata Dragun Beauty. Oltre al mercato tradizionale, la linea cosmetica si rivolge anche alla comunità transgender. Tutti i prodotti sono vegani e cruelty-free, motivo per cui Dragun ha deciso di lanciare il suo marchio in modo indipendente. Tutti i prodotti erano stati venduti in 24 ore. Al momento il brand collabora periodicamente con grandissimi altri marchi di trucco. In occasione del pride month 2021, ha collaborato con Instagram per creare un kit di prodotti per make-up chiamato Dragun Beauty Pride Pack e acquistabile solo sul social network. Dal 29 agosto 2021 i prodotti Dragun beauty sono acquistabili su Amazon direttamente dal brand, senza passare da venditori terzi.
Il 6 settembre 2021 Dragun ha chiuso una sfilata della NYFW per la collezione "Urban green" della casa di moda PRIVATE POLICY. In quell'occasione ha sfilato in passerella omaggiando madre natura, con un vestito trasparente e con i capezzoli volutamente scoperti e completamente visibili. Dragun, in seguito ad alcuni commenti negativi sulla presenza degli influencer nel campo della moda, ha risposto dicendo che le era stato chiesto di realizzare una vera e propria performance e non una banale sfilata.
Il 19 ottobre 2021, in seguito ad alcuni post su Instagram dove salutava se stessa con l'affermazione R.I.P. ("Reast in peace", ovvero "Riposa in pace"), Dragun ha lanciato la propria linea d'abbigliamento chiamata proprio R.I.P. Nikita Dragun. Il primo prodotto acquistabile è stato un pullover con il logo del brand, disponibile in tre diverse colorazioni. Una parte della spesa effettuata viene devoluta ad organizzazioni transgender in tutto il mondo.
Il 7 novembre 2022 è stata arrestata con l’accusa di essere stata vista camminare senza niente addosso nell’area della piscina del Goodtime Hotel, rifiutandosi di vestirsi e aver lanciato bottigliette d’acqua agli agenti di polizia. Nikita è stata successivamente portata nel carcere “Turner Guilford Knight Correctional Center”. In un’ala maschile della prigione. 

### Nikita Unfiltered
Nel settembre 2019, è stato annunciato che Dragun avrebbe realizzato una propria docu-serie prodotta da Snapchat, intitolata Nikita Unfiltered. 
La serie segue Nikita Dragun mentre cerca l'amore, svolge un percorso carrieristico "diverso" e naviga verso la fama come donna trans. Il trailer della prima stagione è stato rilasciato il 14 marzo 2020, e quello della seconda stagione il 23 marzo 2021. Entrambe le stagioni sono composte da 10 episodi. La docu-serie è visibile esclusivamente su Snapchat e, a settembre 2021, conta più di 2 milioni di spettatori.

## Curiosità
Nikita Dragun varie volte chiama i propri seguaci Draguns e altrettante volte si presenta con il "titolo" Mama Dragun oppure Mother of Draguns.
A settembre 2021, il suo patrimonio netto si aggira tra i 4 milioni di dollari.
Dragun ha 5 tatuaggi al momento conosciuti, di cui 4 draghi e una divinità buddhista.
In un video caricato su YouTube con titolo TRANSGENDER Q&A (Surgery, Dating, & More), ha affermato:
(Nikita Dragun)

## Premi
| Anno | Premio                        | Categoria                     | Risultato       |
| ---- | ----------------------------- | ----------------------------- | --------------- |
| 2019 | Streamy Awards                | Beauty                        | Vincitore/trice |
| 2019 | E! People's Choice Awards     | The Beauty Influencer of 2019 | Candidato/a     |
| 2020 | The 12th Annual Shorty Awards | Best in Beauty                | Vincitore/trice |

## Filmografia

### Serie web
| Anno      | Titolo                                | Ruolo             | Episodio                                    |        |
| --------- | ------------------------------------- | ----------------- | ------------------------------------------- | ------ |
| 2018–2019 | Escape the Night                      | La "troublemaker" | 14 episodi                                  | [ 22 ] |
| 2020      | Nikita Unfiltered                     | Se stessa         | 20 episodi                                  | [ 15 ] |
| 2020      | Instant Influencer with James Charles | Se stessa         | Episodio: "I Have to Apologize for This..." |        |

### Serie TV
| Anno | Titolo                               | Ruolo     | Appunti                         |        |
| ---- | ------------------------------------ | --------- | ------------------------------- | ------ |
| 2019 | The Real Housewives of Beverly Hills | se stessa | Episodio: "The Show Must Go On" | [ 23 ] |

### Video musicali
| Anno | Titolo                    | Attore/i                                |        |
| ---- | ------------------------- | --------------------------------------- | ------ |
| 2018 | Heart to Break            | Kim Petras                              | [ 24 ] |
| 2018 | That Bih                  | Qveen Herby                             | [ 25 ] |
| 2019 | Best Friend's Ass         | Dimitri Vegas & Like Mike, Paris Hilton | [ 26 ] |
| 2019 | Fuck It Up                | Iggy Azalea, Kash Doll                  | [ 27 ] |
| 2020 | Malibu (Edizione At Home) | Kim Petras                              | [ 28 ] |
| 2020 | Baby, I'm Jealous         | Bebe Rexha, Doja Cat                    | [ 29 ] |